# -riede
Die Gewässernamensendung -riede hat ihren Ursprung im niederdeutschen Wort Riede für „Bach“, „kleiner Wasserlauf“. Es ist noch im Ostfälischen des 20. Jahrhunderts bezeugt, dessen Sprachraum auch das größte Ballungsgebiet dieser Namensendung für Rinnsale und kleine Bäche aber auch für Wald- und Ortsnamen wie Eilenriede oder Riede ist.

## Etymologie
Als Appellativum ist -riede im Niederdeutschen und in den Entsprechungen riede oder ryt im Friesischen, als rijt im Niederländischen und als ride im Englischen nachgewiesen. Im Ostfälischen ist außerdem die Form Rîe als Bezeichnung für Rinnsal überliefert. Das Wort geht auf mittelniederdeutsch rîde zurück und enthält die indogermanische Wurzel rei für „fließen“. Als Einzelwort und als Endung ist es in den genannten Sprachen das häufigste Wasserwort.

## Beispiele
Bachnamen
Einzig aus dem Wort Riede bestehen die Namen eines Nebenbachs des Altonaer Mühlbachs in Dötlingen, siehe Riede (Dötlingen), eines Nebengewässers der Fuhne nordöstlich und nördlich von Halle (Saale) sowie der Oberlauf des Thiedebachs in Salzgitter-Thiede.
Grundwort in Bachnamen
- Die Achelriede, Bach in der niedersächsischen Gemeinde Bissendorf, orographisch rechter Zufluss des Rosenmühlenbaches (der wiederum ein orographisch linker Zufluss der Hase ist), der am nördlichen Fuße des 122 m hohen Achelrider Berges entspringt und durch den Ortsteil Achelriede der Ortschaft Bissendorf der Gemeinde Bissendorf fließt, von ihr zweigt orographisch rechts der Achelrieder Bach ab, der, ebenfalls in der Gemeinde Bissendorf, orographisch von links in die Hase mündet
- Annenriede, über die Heidkruger Bäke ein orographisch linker Nebenfluss der Delme in Niedersachsen (Gemeinde Beckeln und Stadt Delmenhorst) nach der auch ein Ortsteil der Stadt Delmenhorst benannt ist
- Breite Riede, Straßenname im Stadtbezirk 321 Lehndorf-Watenbüttel der Stadt Braunschweig, am oberen (ostsüdöstlichen) Ende des Ölper Grabens
- Bruchreihe, Nebenfluss des Hurlebachs in Bad Harzburg (-d- zwischen Vokalen im örtlichen Dialekt verschliffen)
- Edesbütteler Riede, Nebenfluss der Hehlenriede
- Glue Riede, rechter Nebenfluss der Altenau (Oker, Wolfenbüttel), entspringt an der Grenze der Gemeinde Dettum zur Stadt Wolfenbüttel und mündet in dem Gebiet der Stadt Wolfenbüttel
- Hagenriede, orographisch rechter Zufluss zur Schunter im Stadtbezirk 113 Hondelage der Stadt Braunschweig, nordöstlich der Ortslage Hondelage, Niedersachsen
- Hehlenriede, Bach im niedersächsischen Landkreis Gifhorn
- Heidteichsriede, linker Zufluss der Schunter im Gebiet der Stadt Königslutter am Elm, Landkreis Helmstedt, Niedersachsen, deren Oberlauf in der Ortslage der Stadt beginnt und durch sie fließt
- Krähenriede, orographisch rechter und südöstlicher Zufluss der Fuhse in der Ortschaft Nord der Stadt Salzgitter, der in Lebenstedt mündet
- Lauinger Mühlenriede, linker Zufluss der Schunter im Gebiet der Stadt Königslutter am Elm, Landkreis Helmstedt, Niedersachsen, der durch Lauingen hindurchfließt
- Mittelriede, Bach im niedersächsischen Braunschweig, Abzweig der Wabe (zu der sie parallel verläuft) und Zufluss der  Schunter
- Mühlenriede, Bach im niedersächsischen Landkreis Gifhorn und in der Stadt Wolfsburg
- Riede, Oberlauf des Thiedebachs in Salzgitter-Thiede
- Rischmühlenriede, Nebenfluss der Hehlenriede
- Rötgesbütteler Riede, Bach im niedersächsischen Landkreis Gifhorn
- Rote Riede (Brunsolgraben), Oberlauf des Brunsolgrabens bei Helmstedt
- Rote Riede (Delme), Zufluss der Delme bei Twistringen
- Salzriede, in etwa parallel zur Schunter verlaufender, orographisch rechter Zufluss des Katzengrabens im Gebiet der Gemeinde Lehre, Landkreis Helmstedt, Niedersachsen, zwischen der Ortslage Flechtorf und der Ortslage Lehre
- Steller Riede, Zufluss des Kuhbachs bei Twistringen
- Säckriede/Sackriede, Quellwasserlauf der Twillbäke im nieders. Landkreis Vechta
- Vollbütteler Riede, Bach im niedersächsischen Landkreis Gifhorn
- mehrere Bäche im niedersächsischen Hämeler Wald trugen die Endung -riede

Grundwort in Waldnamen
- Ahrenriede, im Stadtbezirk 112 Wabe-Schunter-Beberbach der Stadt Braunschweig, nördlich der Siedlung Am Querumer Forst und nördlich des Waldhauses Querum sowie südlich des Uhlenbusches gelegenes, bewaldetes Flurgebiet von Auewald- und Bruchwaldcharakter, mit einem Teich; am südsüdöstlichen Rand des Gebietes läuft ein wasserführender Graben oder Bach entlang, der orographisch von links in einen namenlosen Bach mündet, der im Waldgebiet Steinriede entspringt und in die Schunter mündet
- Eilenriede in Hannover
- Steinriede, Waldgebiet im Stadtbezirk 112 Wabe-Schunter-Beberbach der Stadt Braunschweig, nordnordwestlich der Siedlung Am Querumer Forst, unmittelbar südlich der Bundesautobahn 2, in dessen nordwestlichem Teil ein wasserführender Graben beginnt, und in dessen nordöstlichem Teil – unmittelbar an der Anschlussstelle 56 Braunschweig-Flughafen der A 2 – ein namenloser Bach entspringt, der – nachdem er das Wasser eines orographisch von links aus dem Flurgebiet Ahrenriede kommenden Grabens aufgenommen hat – nach Westsüdwesten fließt und schließlich, unter der Straße Kehrbeeke hindurchfließend, das Waldgebiet Steinriede verlässt und am Flurgebiet Am Kehrbeeke entlangfließt, um später, orographisch von rechts, in die Schunter zu münden; der Unterlauf ab der Unterquerung der Straße Kehrbeeke wird daher landläufig als Kehrbeek oder Kehrbeeke bezeichnet
- Tannenriede, Waldgebiet im östlichen Teil des Stadtbezirkes 112 Wabe-Schunter-Beberbach der Stadt Braunschweig, nordnordöstlich der Siedlung Am Querumer Forst und westlich des Stadtbezirkes 113 Hondelage, unmittelbar an der Bundesautobahn 2, das im Osten von einem unbenannten, orographisch von rechts der Schunter zufließenden Bach begrenzt und im Süden von einem orographisch von links in diesen Bach mündenden Graben durchzogen wird

Ortsnamen
- Riede (Landkreis Verden) als Ortsname bei Thedinghausen
- Achelriede, Ortsteil der Ortschaft Bissendorf der Gemeinde Bissendorf, benannt nach dem durch ihn fließenden Bach Die Achelriede
- Annenriede, Ortsteil der Stadt Delmenhorst, der nach dem Bach Annenriede benannt ist
- Kralenriede, eine Siedlung im Stadtbezirk 332 Schunteraue der Stadt Braunschweig, nach gleichnamigem Bach benannt